# Niulakita
Niulakita é uma ilha da nação oceânica de Tuvalu. Comprada pelo Reino Unido em 1944 e habitada a partir de 1949, ano em que voltou a ser de Tuvalu, a pequena ilha de menos de um quilômetro quadrado conta com apenas 35 habitantes da população da ilha de Niutao, segundo o censo de 2002.